# Восточне (Хабаровський район)
Восто́чне (рос. Восточное) — село у складі Хабаровського району Хабаровського краю, Росія. Адміністративний центр Восточного сільського поселення.

## Населення
Населення — 3700 осіб (2010; 3745 у 2002).
Національний склад (станом на 2002 рік):
- росіяни — 93 %